# Havasupai Indijanci
Havasupai (Havasu 'Baaja) je pleme američkih Indijanaca porodice Yuman nastanjeno u uskoj dolini Cataract Canyona u sjeverozapadnoj Arizoni. Prema Mooneyu (1928) Havasupai su 1689. imali oko 300 duša. -Godine 1880. utemeljen je za njih rezervat i otada žive na njemu. Danas njih oko 600 živi u istom kraju uz rječicu Havasu po kojoj su i dobili ime. Glavno središte im je mjestašce Supai na rezervatu Havasupai (u kojemu ih živi oko 400). Godine 1974. na području rezervata otkriven je uranij. Pleme je pokušalo zaustaviti rudarska iskapanja na svome svetom mjestu Red Butte, što im je vrhovni sud odbio. Indijanci od svega nisu dobili nikakvu korist, pa danas plemenska ekonomija ovisi jedino od turizma. 

## Ime
U značenju " blue (or green) water people " ili ' People-Of-The-Blue-Green-Waters ',Ha (znači ' water ') vasu ('blue' ili ' green ')  isto značenje ima i Hualapai ime  Ak'-ba-su'-pai, što je samo njihova varijanta imena. Drugo poznato, ali rjeđe ime, dali su im Zuñi a glasi Ka'nína, Coconino, Cosnino ili Kokonino, odnosi se na njihov običaj sakupljanja piñona, koji su koristili u prehrani, značenje mu je 'piñonojedi' ili 'narod piñonovog-oraha (" pińon nut people "). Sufiks –pai u jezicima Yuman Indijanaca, kojima pripadaju i Havasupai, označava narod. Ovaj -sufiks Javlja se u većine plemena kao što su: Hualapai, Paipai, Yavapai, Tipai, Ipai, etc.

## Kultura
Havasupai, vjeruje se, porijeklom su od drevnih Hohokama. Svojevremeno su obitavali i na sjevernom rubu bazena Tonto u središnjoj Arizoni i bijahu u dobrim vezama sa ' Miroljubivima', Hopima. 
Havasupai bijahu poligamisti, a mogli su imati žena koliko god bi bili u stanju da ih izdržavaju. Patrijarhat, što je neobično za američki Jugozapad, također je vladao među njima. Havasupai 19. stoljeća tijekom ljeta bavili su se agrikulturom (kukuruz i grah), da bi se zimi pretvarali u lovce. Dom im bijaše štitnik od granja poznat kao wickiup.

## Vanjske poveznice
- Havasupai
- Supai and the Havasupai Reservation  Arhivirana inačica izvorne stranice od 19. svibnja 2006. (Wayback Machine)
- Havasupai Tribe  Arhivirana inačica izvorne stranice od 26. svibnja 2006. (Wayback Machine)
- Havasupai Indian Tribe History
- The Havasupai and the Hualapai
- Havasupai  Arhivirana inačica izvorne stranice od 26. rujna 2007. (Wayback Machine)
- Foto galerija